# Aisha Primang
Aisha Primang ist eine ehemalige ghanaische Leichtathletin, die sich auf den Sprint spezialisiert hat.

## Sportliche Laufbahn
Aisha Primang schied 2002 bei den Afrikameisterschaften in Radès mit 12,23 s und 25,79 s jeweils in der ersten Runde im 100- und 200-Meter-Lauf aus und gewann mit der ghanaischen 4-mal-100-Meter-Staffel in 47,41 s gemeinsam mit Georgina Sowah, Gifty Addy und Vida Bruce die Bronzemedaille hinter den Teams aus Südafrika und der Elfenbeinküste.